# PX Andromedae
Désignations
PX Andromedae (PX And) est une étoile variable cataclysmique à éclipses de la constellation d'Andromède. Elle a été classée comme une étoile variable de type SW Sextantis et possède une magnitude apparente qui varie entre 14,04 et 17,00.
En 1986, Richard Green et al. ont répertorié PX Andromedae comme une possible variable cataclysmique, sur la base des spectres pris avec le télescope Hale (en). Des observations effectuées en 1989 par Li Yong et al., à l'observatoire de Pékin, ont détecté des variations rapides de la luminosité de l'étoile, allant jusqu'à 0,2 en magnitude, ainsi que des éclipses qui se produisent toutes les 3,5 heures. En 1992, l'étoile a reçu la désignation d'étoile variable PX Andromedae.

## Spectre
Le spectre de l'étoile est variable, mais montre généralement un continuum (en) avec de larges raies d'émissions d'hydrogène et d'hélium. Contrairement à de nombreux types d'étoiles variables cataclysmiques, les raies d'émissions sont généralement à pic unique, bien que pendant une courte période au cours de chaque orbite, elles montrent un double pic en raison d'un noyau d'absorption dans les raies d'émission. Les raies à pic unique sont représentées dans les explosions de novas et de novas naines, et PX Andromedae est souvent décrite comme ressemblant à une nova, bien qu'elle ne montre pas d'explosions avec de grandes augmentations de luminosité. Cependant, elle a des états hauts et bas, les états bas étant généralement plus faibles et montrant une émission plus faible.
PX Andromedae est une étoile très bleue avec un excès ultraviolet, ce qui signifie qu'elle comprend des objets très chauds.

## Variabilité
Elle a généralement une magnitude visuelle d'environ 15, bien qu'il y ait des variations rapides continues allant jusqu'à un dixième de magnitude sur une échelle de temps de quelques minutes. Environ toutes les 3,5 heures, la luminosité diminue d'environ une magnitude, puis revient à la normale en une demi-heure environ, elle est facilement identifiable comme des éclipses partielles. Cependant, la profondeur des éclipses varie d'environ 0,5 à 1,5 en magnitude, et cela semble se produire tous les 4,8 jours, ce qui coïncide avec le cycle négatif de la super-bosse. Les éclipses plus profondes se produisent lorsque le cycle de la super-bosse est proche de son minimum. Les variations possibles avec une période de 0,207 jour sont succeptibles d'être un alias observationnel de la période de la super-bosse. PX Andromedae peut avoir à la fois des états élevés (plus brillants) et bas (plus faibles) pour la luminosité moyenne, mais le moment de ceux-ci est incertain.
Les éclipses ont été observées pour se produire tous les 0,146 3 jours, supposées être la période orbitale. La période négative de super-bosse est de 4,43 jours. Des super-bosses positives ont parfois été observées, mais ne sont pas toujours présentes.
Les étoiles avec ce type de variation sont classées comme des étoiles variables de type SW Sextantis et PX And est parfois considérée comme l'un des prototypes de ce type d'étoile. Bien qu'elles soient considérées comme des variables cataclysmiques et soient souvent décrites comme « semblables à des novas », elles ne montrent pas d'explosions intermittentes. Au lieu de cela, elles sont dans un état d'explosion continue avec un spectre similaire à une nova en cours.

## Système
Étant donné que le type spectral de PX Andromedae est particulièrement similaire à celui d'U Geminorum, il est communément asmis dans ce système, une naine blanche qui accrète dee la matière à partir d'une étoile, et qu'un disque d'accrétion s'est formé autour de la naine blanche. Les super-bosses négatives montrent que le disque d'accrétion est incliné par rapport à l'axe de rotation de la naine blanche et qu'il a une précession rétrograde. De plus, l'étoile qui transmet de la matière n'éclipse pas la partie centrale du disque, ce qui est prouvé par la modulation existante de la profondeur de l'éclipse.